# Ovalipes floridanus
Ovalipes floridanus is een krabbensoort uit de familie van de Polybiidae. De wetenschappelijke naam van de soort is voor het eerst geldig gepubliceerd in 1918 door Hay & Shore.